# Resursmål
Resursmål är då man anger hur mycket resurser som man har som mål att använda för ett visst syfte. Exempel på resursmål är att Sverige skall ge 1 % av BNP i bistånd, ett mål som för övrigt sattes 1961 och uppnåddes 1977.